# Катар-5
Катар-5 (Qatar 5) — одиночная звезда в созвездии Андромеды на расстоянии приблизительно 1211 световых лет (около 371 парсек) от Солнца. Видимая звёздная величина звезды — +12,628m. Возраст звезды определён как около 530 млн лет.
Вокруг звезды обращается, как минимум, одна планета.

## Характеристики
Катар-5 — жёлтый карлик спектрального класса G2V. Масса — около 1,128 солнечной, радиус — около 1,15 солнечного, светимость — около 1,036 солнечной. Эффективная температура — около 5549 K.

## Планетная система
В 2016 году группой астрономов, работающих в рамках проекта QES, у звезды обнаружена планета Катар-5 b.